# Найджел Пол
Найджел Пол (англ. Nigel Paul; 27 червня 1989, Чагуанас) — боксер Тринідаду і Тобаго, призер чемпіонату світу серед аматорів.

## Боксерська кар'єра
2016 року кваліфікувався на Олімпійські ігри 2016, де програв у першому бою Ефе Аджагба (Нігерія).
2018 року завоював бронзову медаль на Іграх Центральної Америки і Карибського басейну, програвши у півфіналі Хосе Лардуету (Куба).
На Панамериканських іграх 2019 програв у першому бою Крістіану Сальцедо (Колумбія).
Не зумів кваліфікуватися на Олімпійські ігри 2020.
На чемпіонаті світу 2021 став бронзовим призером.
- В 1/16 фіналу переміг Нельсона Гіса (Албанія) — 4-1
- В 1/8 фіналу переміг Аюб Гадфа (Іспанія) — 4-1
- У чвертьфіналі переміг Берата Асара (Туреччина) — 4-1
- У півфіналі програв Марку Петровському (Росія) — 1-4

На чемпіонаті світу 2023 програв у другому бою Ахмеду Хагаг (Австрія).